# 短茎黄耆
短茎黄耆（学名：Astragalus malcolmii）为豆科黄芪属的植物，为中国的特有植物。分布在中国大陆的西藏等地，生长于海拔5,400米的地区，一般生长在高山地带，目前尚未由人工引种栽培。